# Đặng Hiếu Hiền
Đặng Hiếu Hiền (sinh ngày 20 tháng 10 năm 1966) là một võ sĩ Việt Nam. Anh thi đấu ở hạng dưới ruồi nam tại Thế vận hội Mùa hè 1988.